# Mullita
La mullita és un mineral de la classe dels silicats. El seu nom fa referència al lloc on va ser descoberta l'any 1924, l'illa de Mull.

## Característiques
La mullita és un nesosilicat de fórmula química Al4+2xSi2-2xO10-x amb x≈0,4. A més dels elements de la seva fórmula pot contenir impureses de titani, ferro, sodi i potassi. Cristal·litza en el sistema ortoròmbic en cristalls que són de prismàtics a aciculars allargats al llarg de [001]. La seva duresa a l'escala de Mohs és 6 a 7.
Segons la classificació de Nickel-Strunz, la mullita pertany a «9.AF - Nesosilicats amb anions addicionals; cations en [4], [5] i/o només coordinació [6]» juntament amb els següents minerals: sil·limanita, andalusita, kanonaïta, cianita, krieselita, boromullita, yoderita, magnesiostaurolita, estaurolita, zincostaurolita, topazi, norbergita, al·leghanyita, condrodita, reinhardbraunsita, kumtyubeïta, hidroxilcondrodita, humita, manganhumita, clinohumita, sonolita, hidroxilclinohumita, leucofenicita, ribbeïta, jerrygibbsita, franciscanita, örebroïta, welinita, el·lenbergerita, sismondita, magnesiocloritoide, ottrelita, poldervaartita i olmiïta.

## Formació i jaciments
La mullita apareix com a inclusions argiloses fusionades en roques eruptives terciàries (Mull, Escòcia); com inclusions microscòpiques en sil·limanita en inclusions pelítiques en una tonalita (Val Sissone, Itàlia) i en un conjunt complex de roques esmerilítiques (Sithean Sluaigh, Escòcia).
La mullita ha estat trobada sobretot a Europa. A Espanya hi ha un jaciment a Níjar (Almeria, Andalusia) i dos a Terol (Aragó).
Sol trobar-se associada amb altres minerals com: corindó, sil·limanita, cianita, magnetita, espinel·la, pseudobrookita, sanidina i cordierita.